# Breathe (singel Vladany)
Breathe – singel czarnogórskiej piosenkarki Vladany wydany 4 marca 2022. Piosenkę skomponowali Vladana Vučinić i Darko Dimitrov. Utwór reprezentował Czarnogórę w 66. Konkursie Piosenki Eurowizji w Turynie (2022).

## Tło
Utwór napisała sama wokalistka wraz z Darko Dimitrovem, który również zajmował się produkcją i miksem. Według Vladany piosenka opiera się na trudnej rodzinnej sytuacji, którą Vladana przeżyła w 2021 roku. Utwór jest śpiewany w języku angielskim, co Vladana wytłumaczyła: „myślę, że przesłanie powinno być słyszane poza Bałkanami, więc zdecydowaliśmy się na język angielski. Myślimy też o nagraniu piosenki po włosku ze względu na gospodarzy, a jeszcze nie zdecydowaliśmy się na wersję czarnogórską”. Podczas 66. Konkursu Piosenki Eurowizji utwór został wykonany w mieszanej wersji angielsko-włoskiej.

## Lista utworów
- Digital download[4]

1. „Breathe (Instrumental)” – 3:02